# 지르츠 체스테리스
지르츠 체스테리스(라트비아어: Ģirts Ķesteris, 1964년 2월 14일 ~ )는 라트비아의 배우이다.